# Viola charlestonensis
Viola charlestonensis là một loài thực vật có hoa trong họ Hoa tím. Loài này được M.S. Baker & J.C. Clausen miêu tả khoa học đầu tiên năm 1945.

## Hình ảnh

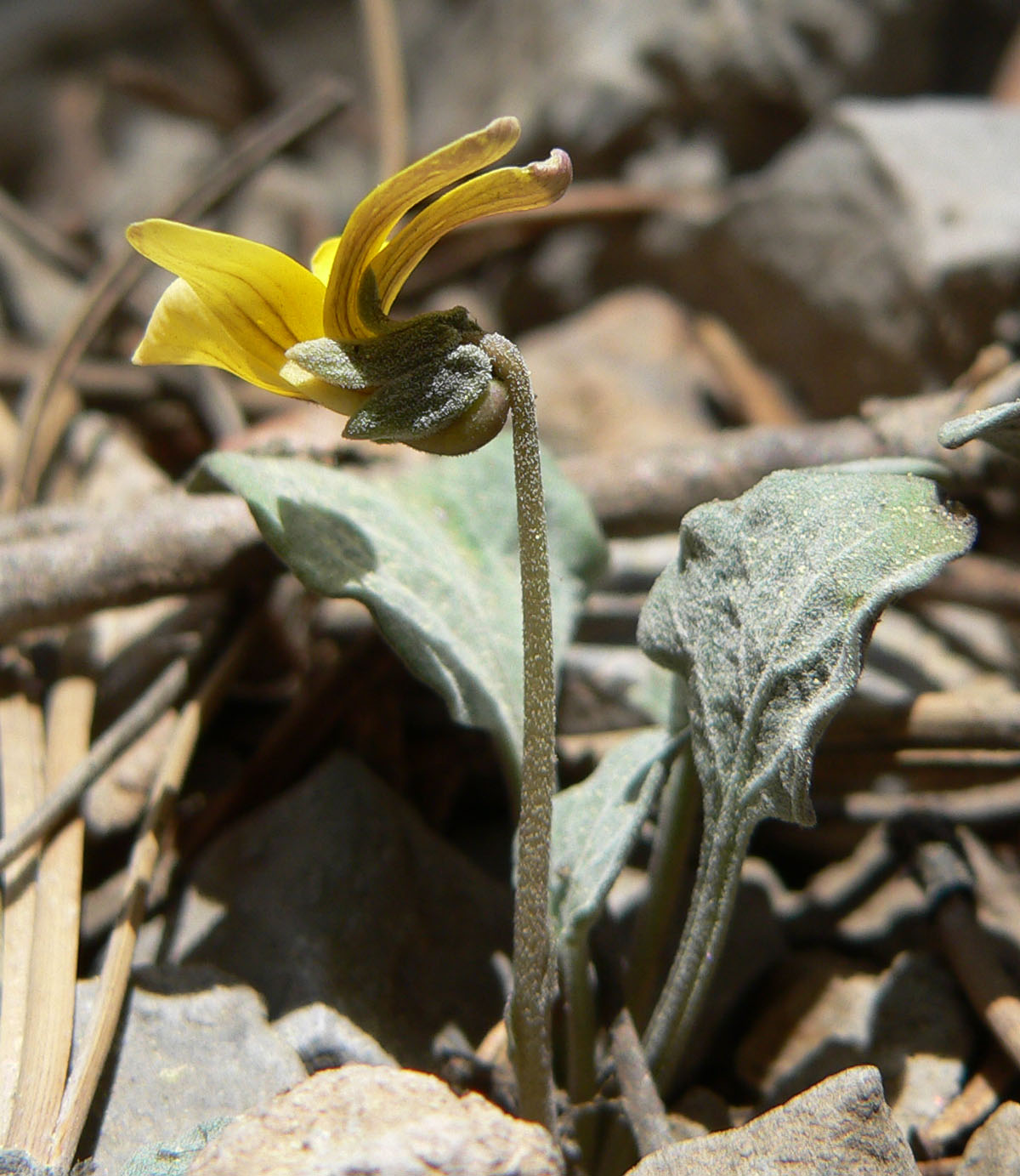
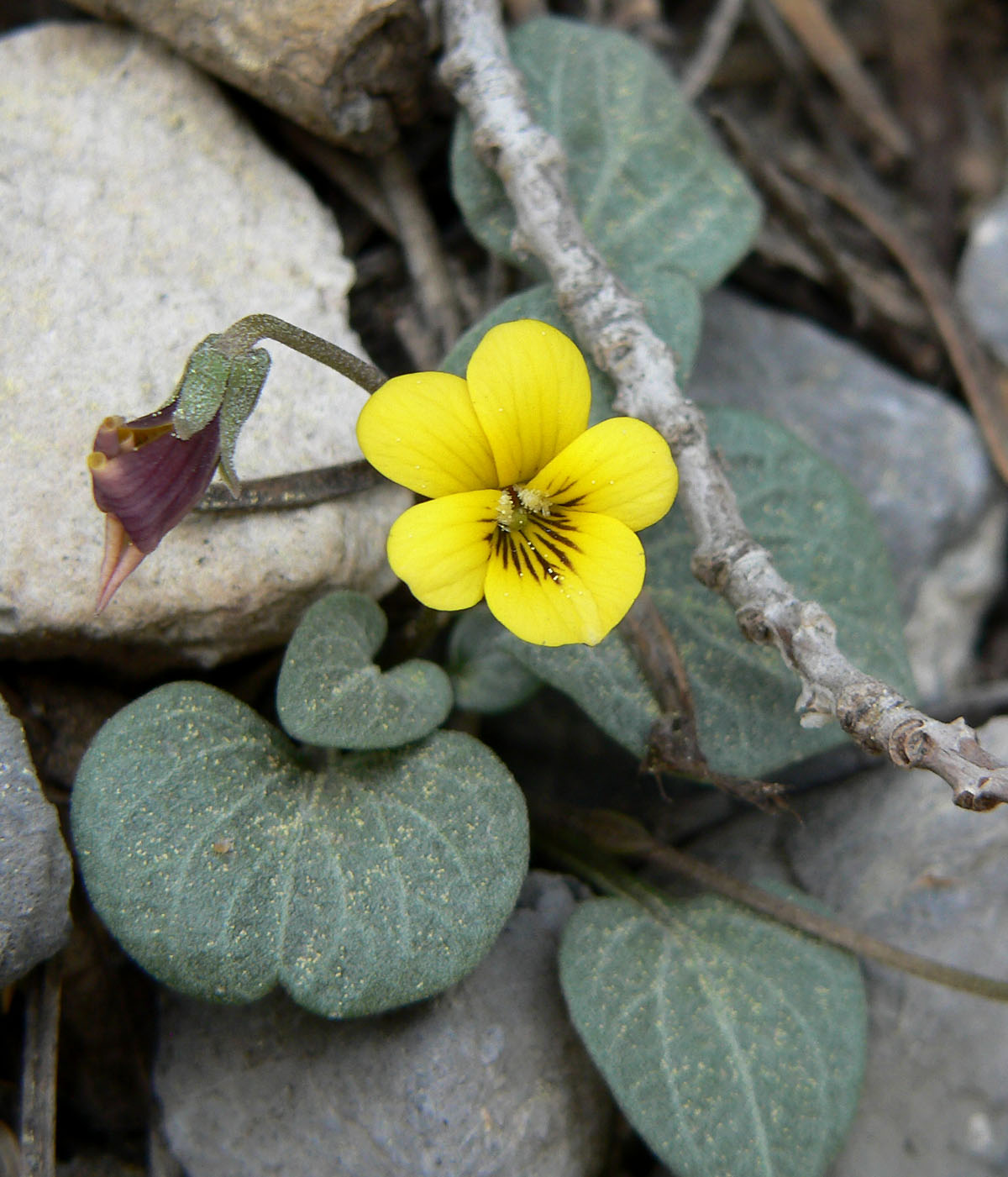
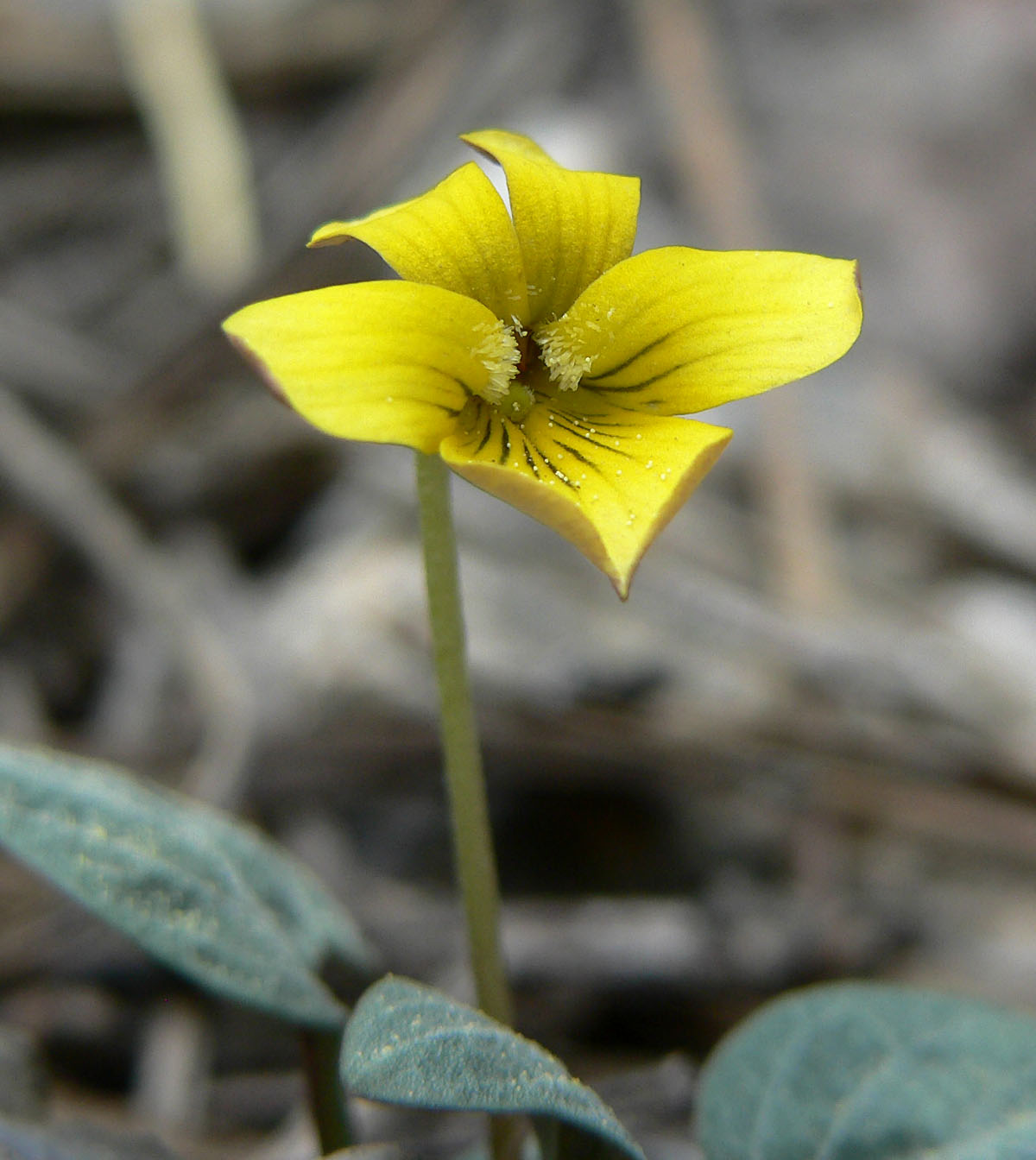
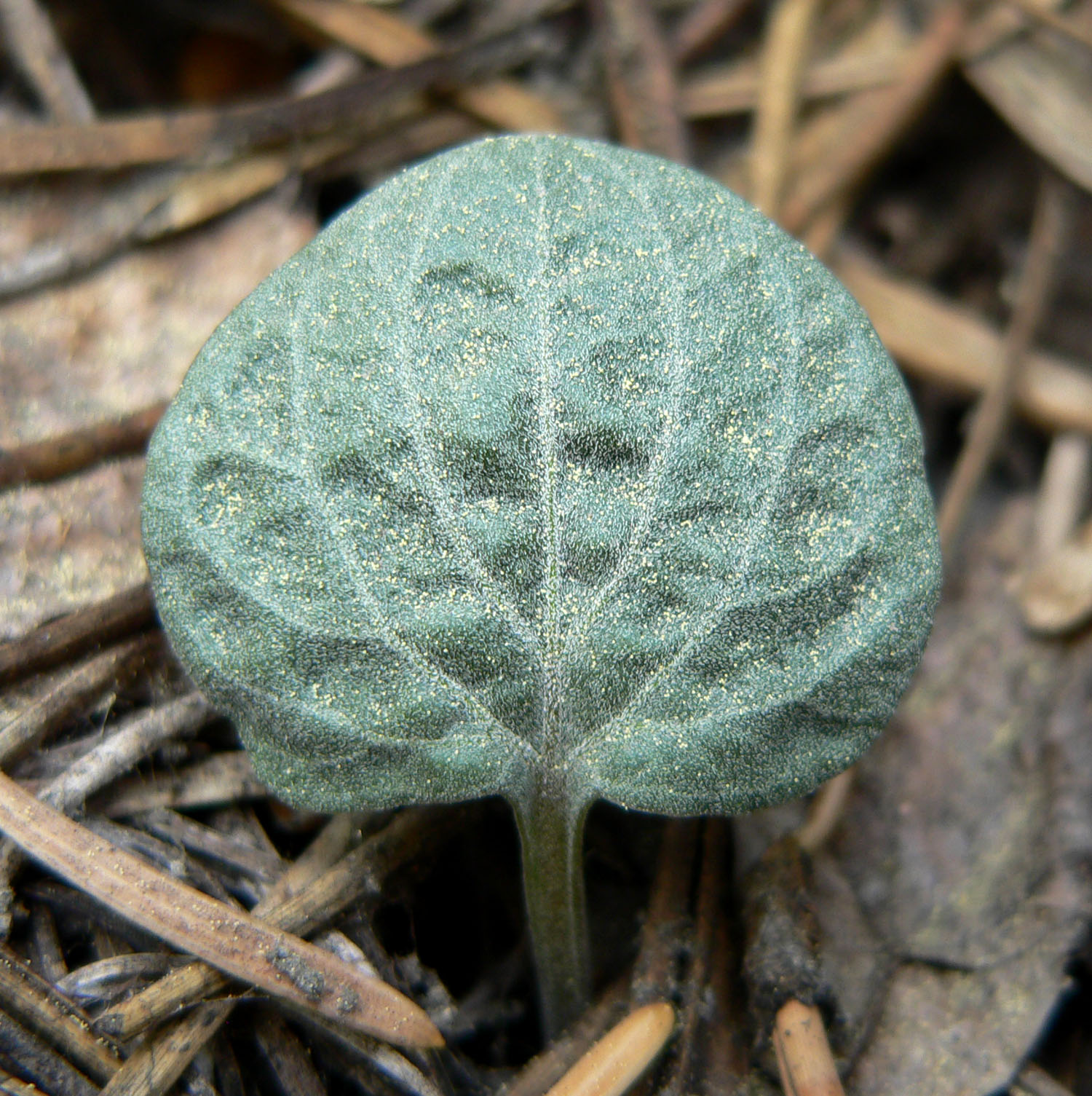